# Chariergus caeruleus
Chariergus caeruleus är en skalbaggsart som beskrevs av Dilma Solange Napp och Reynaud 1998. Chariergus caeruleus ingår i släktet Chariergus och familjen långhorningar. Inga underarter finns listade i Catalogue of Life.